# Upplands runinskrifter 1059
U 1059 är en vikingatida runsten av blågrå grovkornig granit i Såpebo, Möboda, Björklinge socken och Uppsala kommun. Runstenen är 1,3 meter hög, 1,15 meter bred och cirka 0,30-0,55 meter tjock. Runhöjden är 7 centimeter. Enligt uppgift har stenen använts som spishäll. Detta har gjort att ristningen till stor del skadats.

## Inskriften
Translitterering av runraden:
... ...it ' r-... ... [siþ]mi...
Normalisering till runsvenska:
... [l]et r[etta] ... ...
Översättning till nusvenska:
... lät uppresa ...»